# ボブ・シール・コレクティヴ
ボブ・シール・コレクティヴ（Bob Thiele Collective）は、ボブ・シールのレコードレーベルであるレッド・バロンから3枚のアルバムを録音した「オール・スター」によるアメリカのジャズ・アンサンブル。シールは、3つの異なるグループを集めて作成した。

## ディスコグラフィ

### アルバム
- 『サンライズ・サンセット』 - Sunrise Sunset (1990年、Red Baron) ※with デヴィッド・マレイ、ジョン・ヒックス、セシル・マクビー、アンドリュー・シリル[2]
- Louis Satchmo (1991年、Red Baron) ※with ジョシュア・レッドマン、レッド・ロドニー、ケニー・バロン、サンティ・デブリアーノ、グラディ・テイト[3]
- Lion-Hearted (1993年、Red Baron) ※with ゲイリー・バーツ、ラヴィ・コルトレーン、スティーヴ・マーカス、レイ・アンダーソン、レイ・ドラモンド、ロイ・ハーグローヴ、ケニー・バロン、グラディ・テイト[4]